# Frances Harper
Frances Harper (ur. 1825, zm. 1911) – poetka amerykańska.

## Życiorys
Frances Ellen Watkins Harper urodziła się 24 września 1825 w Baltimore. Przyszła na świat w rodzinie afroamerykańskiej. Wychowywali ją wuj i ciotka. Po ukończeniu szkoły poszła na służbę do kwakierskiego domu. Przez dwa lata uczyła w Ohio i Pensylwanii. Potem się zaangażowała w ruch abolicjonistyczny jako wiecowa oratorka, dziennikarka i opiekunka zbiegłych niewolników. W 1860 wyszła za mąż za Fentona Harpera. Małżeństwo nie trwało długo, bo Fenton zmarł w 1864. Wtedy Frances wróciła do swojej działalności społecznej. Zmarła 22 lutego 1911 w Filadelfii.

## Twórczość
Frances Harper wydała wiele tomików poetyckich, jak Autumn Leaves (także pod tytułem Forest Leaves, 1845), Poems on Miscellaneous Subjects (1854, przedrukowany 20 razy), Sketches of Southern Life (1872), Poems (1857), The Martyr of Alabama and Other Poems (1892), The Sparrow’s Fall and Other Poems (1894) i Atlanta Offering (1895). Pisała również powieści.